# Mohammad Bagher Zolghadr
Mohammad Bagher Zolghadr (en persan : محمدباقر ذوالقدر) est un commandant militaire iranien et secrétaire du Conseil de discernement de l'intérêt supérieur du régime depuis 2021.
Au début des années 1980, Zolghadr est commandant dans le Corps des Gardiens de la révolution islamique. Il est l'un des fondateurs de la division éducation du GRI qui ouvre des lycées pour former et endoctriner les jeunes.
Il est conseiller de Sadeq Larijani alors chef du système judiciaire entre 2009 et 2012. Zolghadr retrouve Larijani en 2021 : il est nommé secrétaire du Conseil de discernement de l'intérêt supérieur du régime alors que Larijani en est le président.